# Marcin Wortmann
Marcin Wortmann (ur. 1 stycznia 1980) – polski aktor musicalowy, piosenkarz jazzowy, skrzypek, pedagog śpiewu i tancerz. Doktor w dziedzinie sztuk artystycznych.

## Życiorys

### Edukacja
W 2013 ukończył z wyróżnieniem studia II stopnia na Wydziale Wokalno-Aktorskim Uniwersytetu Muzycznego Fryderyka Chopina w Warszawie, uzyskując tytuł magistra sztuki. Ukończył także naukę na Wydziale Wokalistyki Jazzowej Policealnego Studium Jazzu im. Henryka Majewskiego w Warszawie oraz jest absolwentem Wydziału Instrumentalnego Państwowej Szkoły Muzycznej I i II stopnia im. Oskara Kolberga w Radomiu. W 2020 uzyskał stopień doktora sztuk.

### Kariera zawodowa
W 2000 zadebiutował na scenie występem w musicalu Miss Saigon w Teatrze Muzycznym Roma w Warszawie, w którym następnie zagrał w spektaklach: Piotruś Pan (2000), Grease (2002), Koty (2004), Taniec wampirów (2005), Akademia Pana Kleksa (2007), Upiór w operze (2008), Les Misérables (2010), Alladyn JR (2011), Deszczowa piosenka (2012), Mamma Mia! (2015), Piloci (2017), Przypadki Robinsona Crusoe (2019). W międzyczasie podejmował współpracę także z innymi teatrami; w 2007 nawiązał współpracę z Teatrem Muzycznym im. Danuty Baduszkowej w Gdyni, w którym zadebiutował rolą Schlomo Metzenbauma w musicalu Fame, a w 2008 zagrał Mike’a w polskiej prapremierze musicalu A Chorus Line w Teatrze Muzycznym „Capitol” we Wrocławiu. W 2018 został aktorem Teatru Syrena w Warszawie, w którym zagrał w musicalach: Next to Normal (2018), Rock of Ages (2019) i Bitwa o Tron (2021).
W 2002 rozpoczął karierę taneczną. Był konsultantem muzycznym na planie filmu Giacomo Battiato Karol. Człowiek, który został papieżem (2005). W maju 2012 jako śpiewak operowy zadebiutował na scenie kameralnej Teatru Wielkiego – Opery Narodowej w Warszawie, grając Bottoma w operze Beniamina Brittena Sen nocy letniej. Wziął udział w III Międzynarodowym Konkursie im. Giulio Perottiego w Ueckermunde i II Międzynarodowym Konkursie Wokalnym im. Andrzeja Hiolskiego w Kudowie Zdroju. Gra na skrzypcach, instrumentach perkusyjnych i gitarze basowej w folkowym zespole Anam na Éireann, którego jest także wokalistą.
Jest wykładowcą na Wydziale Wokalno-Aktorskim Uniwersytetu Muzycznego Fryderyka Chopina w Warszawie i w Akademii Muzycznej im. Ignacego Jana Paderewskiego w Poznaniu. Jest także wykładowcą i kierownikiem muzycznym Warsztatowej Akademii Musicalowej w Warszawie.

## Ważniejsze role teatralne
- Jesus Christ Superstar – premiera, Szymon Zelota
- Evita – premiera, zespół
- 2000, TM Roma Miss Sajgon – premiera, zespół
- 2000, TM Roma Piotruś Pan, zespół
- 2002, TM Roma Grease – premiera, zespół
- 2004, TM Roma Koty – premiera, Dyzio i Wiktor
- 2005, TM Roma Taniec Wampirów – premiera, zespół i Alfred
- 2006, TM Roma Musical Tour (Niemcy)
- 2007, TM Roma Akademia Pana Kleksa, swing
- 2007, TM Roma Operetka Warszawska – Wesoła wdówka – premiera, zespół
- 2007, TM Gdynia Fame – premiera, Schlomo Metzeunbaum
- 2008, TM Capitol Wrocław A Chorus Line – premiera, Mike
- 2008, TM Roma Upiór w Operze – premiera, Passarino, zespół
- 2010, TM Roma Najlepsze z Romy – premiera, solista-wokalista
- 2010, TM Roma Les Miserables – premiera, zespół, Mariusz
- 2011, TM Roma Alladyn JR – premiera, zespół
- 2012, TM Roma Deszczowa Piosenka – premiera, swing
- 2012, Teatr Wielki – Opera Narodowa Sen Nocy Letniej – premiera, Bottom
- 2013, TM Roma Ale musicale – premiera, solista-wokalista
- 2013, Warszawa Opera – Gwałt na Lukrecji – premiera, Junius
- 2015, TM Roma Mamma Mia – premiera, zespół, Pepper
- 2017, TM Roma Piloci - Stefan
- 2017, Opera i Filharmonia Podlaska Doktor Żywago - Pasza Antipow / Strielnikow
- 2017 TM Łodź Nędznicy - Marius
- 2018 TM Łodź Madagaskar - Marty
- 2018 Teatr Syrena Next to Normal - Dr Madden
- 2019 TM Roma Przypadki Robinsona Crusoe - Piętaszek
- 2019 Teatr Syrena Rock Of Ages - Stacee Jaxx
- 2021 Teatr Syrena Bitwa o Tron - August II Mocny
- 2022 West Side Story - Opera i Filharmonia Podlaska - A-Rab